# Mosquiter de Sakhalín
El mosquiter de Sakhalín (Phylloscopus borealoides) és una espècie d'ocell de la família dels fil·loscòpids (Phylloscopidae). Es troba al Japó, a l'illa de Sakhalín i les illes Kurils i passa l'hivern a la costa xinesa. Els seus hàbitats principals són els boscos temperats. El seu estat de conservació es considera de risc mínim.